# Neustadt (Vogtland)
Neustadt (ufficialmente Neustadt/Vogtl., abbreviazione di Neustadt/Vogtland) è un comune di 1.124 abitanti della Sassonia, in Germania.

Appartiene al circondario del Vogtland (targa V) ed è parte della comunità amministrativa (Verwaltungsgemeinschaft) di Falkenstein/Vogtl..

## Amministrazione

### Gemellaggi
Neustadt è membro del gemellaggio internazionale "Neustadt in Europa", che riunisce 36 città e comuni che portano nel nome la dicitura Neustadt ("città nuova").